# Wilhelm zu Dohna-Schlodien
Wilhelm Karl Hannibal Vincenz Graf zu Dohna-Schlodien (* 10. Januar 1841 in Gräfenberg,  Mährisch-Schlesien; † 27. Oktober 1925 in Klein-Kotzenau, Provinz Niederschlesien) war ein deutscher Großgrundbesitzer in Schlesien. Über 32 Jahre saß er im Preußischen Herrenhaus.

## Familie
Wilhelm zu Dohna entstammte einer in Schlesien begüterten Linie der preußischen Adelsfamilie Dohna-Schlodien, Teil der Familie Dohna. Seine Eltern waren der Gutsbesitzer Hermann zu Dohna-Kotzenau (1809–1872), der mehrere Güter besaß, und Maria geb. Gräfin von Nostitz (1813–1888). Verheiratet war er mit Wilhelmine von Bagevitz (1846–1937), mit der er vier Kinder hatte:
- Hermann Hannibal Willy Adolf (1870–1915)
- Alfred Willy Feodor Emich (1872–1935)
- Lonny Freda Marie (1873–1964)
- Freda-Marie Wilhelmine Luise Wally (1874–1948).[2]

## Leben
Wilhelm zu Dohna studierte an der Ruprecht-Karls-Universität Heidelberg. 1863 wurde er Mitglied des Corps Saxo-Borussia Heidelberg. Im Deutschen Krieg kämpfte er als Unteroffizier im Dragoner-Regiment „von Bredow“ (1. Schlesisches) Nr. 4. In der Schlacht bei Nachod wurde er verwundet. Er übernahm 1867 das Gut Groß Kotzenau und kam in den Besitz der Herrschaft Kotzenau. Dazu gehörten Klein-Kotzenau, Hummel und Wengen im  Kreis Lüben. Er war Landschaftsdirektor im Landschaftsbezirk Liegnitz/Wohlau. 1874 trat er als Ehrenritter in den Johanniterorden ein. In seinem Regiment wurde er Rittmeister der Reserve. 1886 wurde er auf Lebenszeit in das Preußische Herrenhaus berufen. Seine Präsentation erfolgte durch den Verband des alten und befestigten Grundbesitzes im Landschaftsbezirk Liegnitz und Wohlau. Nach der Auflösung des Herrenhauses erlebte er noch sieben Jahre im Freistaat Preußen. Erbe seiner Begüterung Kl. Kotzenau, welches der Gotha mit 7884 ha angibt, ist sein gleichnamiger Enkel Wilhelm Hans Hermann Hannibal Richard zu Dohna-Schlodien (* 1907; † 1945).

## Ehrungen
- Kammerherr
- Landesältester[4]
- Kommendator des Johanniterordens
- Charakter als Wirklicher Geheimer Rat (1910)[4]